# 伊日·塞基拉
伊日·塞基拉（捷克語：Jiří Sekyra，1929年4月21日—1977年10月18日），捷克男子冰球运动员。他曾代表捷克斯洛伐克国家队参加1952年冬季奥林匹克运动会冰球比赛，结果队伍获得第四名。